# Porte de l'Inde (New Delhi)
À ne pas confondre avec la Porte de l'Inde (Bombay)
La porte de l'Inde, en anglais India Gate, en hindi इंडिया गेट, est un monument aux morts situé à New Delhi en Inde, sur le Rajpath de la Colline de Raisina. 

## Historique
Elle a été construite par l'architecte Edwin Lutyens pour commémorer les soldats indiens dont ceux de l'Armée des Indes britanniques morts durant la Première Guerre mondiale et la troisième guerre anglo-afghane en 1919. 
Les noms des soldats morts durant ces guerres sont gravés sur les murs. Depuis 1971, il y brûle l'Amar Jawan Jyoti, la flamme du soldat éternel.

## Caractéristiques
La porte de l'Inde mesure 48 m de hauteur[réf. nécessaire].

### La tombe du soldat inconnu
Sous la porte de l'Inde, la flamme du soldat éternel marque l'emplacement du tombeau du Soldat inconnu. 

### Dédicace
La porte de l'Inde porte, inscrite en lettres majuscules, une inscription en anglais dont la traduction en français est :

« Aux morts des armées indiennes qui sont tombés dans l'honneur en France et en Flandre, en Mésopotamie et en Perse, en  Afrique de l'Est, à Gallipoli et ailleurs dans le proche et l'Extrême-Orient et aussi en mémoire de ceux dont les noms sont conservés et qui sont tombés en Inde ou sur la frontière du nord-ouest et durant la troisième guerre afghane. »

### Architecture
La porte de l'Inde est située de manière qu'un grand nombre de routes importantes en rayonne. Le trafic automobile autour de la porte de l'Inde était très important jusqu'à ce que les routes soient fermées au public en raison de menaces terroristes.
Le style de la porte, dans la forme d'une arche, a été inspiré par l'Arc de Triomphe de l'Étoile à Paris.

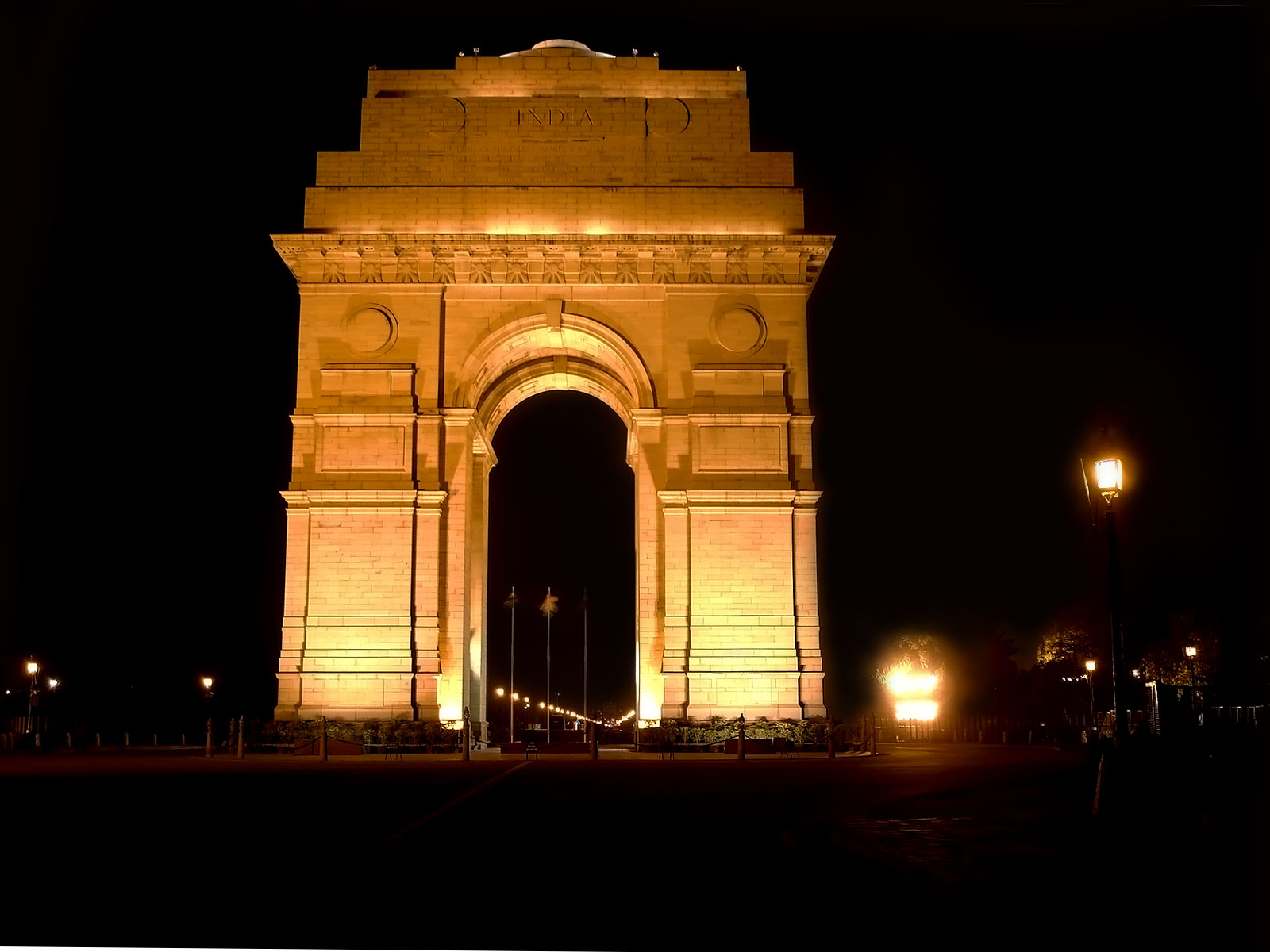
La porte de l'Inde de nuit

## Cérémonies commémoratives
Durant le 26 janvier, qui en Inde est le Jour de la République, la porte de l'Inde est la scène de deux cérémonies. Premièrement, le premier ministre de l'Inde laisse une guirlande près de la porte, en mémoire des soldats indiens morts, et un silence de deux minutes est observé. Puis, le premier ministre retourne à Rashtrapati Bhavan, le palais présidentiel, et la procession principale, y compris le président de l'Inde, le Premier ministre et le chef invité (un chef d'État ou de gouvernement d'un pays étranger) fait son voyage, passant la porte de l'Inde en route au Fort Rouge.